# Велико Полє (Сежана)
Велико Полє (словен. Veliko Polje) — поселення в общині Сежана, Регіон Обално-крашка, Словенія. Висота над рівнем моря: 556,1 м. Розташоване на північний захід від Доленя Вас.